# 廣佈南乳魚
廣佈南乳魚，為輻鰭魚綱胡瓜魚目南乳魚科的其中一種。僅分布紐西蘭淡水溪流，為特有種，體長可達6.8公分，棲息在底中層水域，屬肉食性，生活習性不明。

## 擴展閱讀
維基物種上的相關：廣佈南乳魚